# Vladimir Sedov
Vladimir Sedov (en kazajo: Владимир Владимирович Седов; Ushtobe, RSS de Kazajistán; 2 de marzo de 1988 – Provincia de Almatý, Kazajistán; 26 de junio de 2023) fue un halterófilo kazajo que compitió en los Juegos Olímpicos.

## Carrera

### Juegos Olímpicos
Su primera aparición en los Juegos Olímpicos fue en Pekín 2008 donde compitió en la categoría de -85 kg donde en la modalidad de arranque levantó 180 kg y en la de dos tiempos levantó 200 kg para un total de 380 kg finalizando en cuarto lugar, pero el 17 de noviembre de 2016 fue descalificado por el Comité Olímpico Internacional por fallar en un test de drogas tras dar positivo por stanozolol. Esto conllevó a que fuera suspendido de sus posibles participaciones en Londres 2012 y Río de Janeiro 2016.

### Campeonato Mundial
Su primera participación fue en la edición de 2009 en Corea del Sur donde ganó dos medallas de oro y una de plata con un total de 402 kg, pero fue descalificado junto a Nizami Pashayev de Azerbaiyán.
Tendría su segunda aparición en la Copa Mundial en 2013 en la que originalmente fue ganador de tres medallas de bronce con un total de 396 kg, pero nuevamente fue descalificado, en esta ocasión junto a Aliaksandr Makaranka de Bielorrusia.
En 2014 tendría su tercera aparición en el Campeonato Mundial donde había ganado una medalla de oro, una de plata y una de bronce pero fue descalificado por tercera vez.

### Campeonato Asiático
Su primera aparición en el torneo continental se dio en 2009 en Kazajistán donde había ganado tres medallas de oro, en 2011 en China ganó una medalla de oro, una de plata y una de bronce; y en la edición de 2014 en Kazajistán ganó tres medallas de oro; pero en las tres ocasiones fue descalificado por doping, de lo ncual ya había sido castigado por dos años en 2006.

## Muerte
Vladimir Sedov se suicidó el 26 de junio de 2023 a los 35 años.